# Ferme de Meslay
La ferme de Meslay est un monument historique, situé sur la commune de Parçay-Meslay dans l'Indre-et-Loire, dont la construction a été menée vers 1220 sous la direction de l'abbé Hugues de Rochecorbon et qui était une dépendance de l'abbaye de Marmoutier. Elle est aussi connue, par dérivation, sous le nom de Grange de Meslay, puisque la ferme a été conçue pour contenir et protéger une grange d'importance gérée par une communauté monastique, laquelle grange subsiste de nos jours dans la cour intérieure de la ferme fortifiée.

## Localisation
La ferme de Meslay se trouve à environ 2,5 km au nord du chef-lieu communal de Parçay-Meslay et à la même distance à l'est du bourg de Notre-Dame-d'Oé, ces distances étant exprimées « à vol d'oiseau ». Elle est située entre la D910 à l'ouest et l'autoroute A10 l'Aquitaine à l'est, à proximité de la  19 : Tours-Nord de cette dernière.

## Histoire
La paroisse de Parçay (future Parçay-Meslay) est connue par son inscription dans des chartes dès 853. En 1061, Renaud de Hodet fait don de son fief de Campiniacus, situé sur cette paroisse, aux religieux de l'abbaye de Marmoutier ; ils y fondent un prieuré et une chapelle. C'est en 1220 que l'abbé de Marmoutier, Hugues de Rochecorbon (ou Hugues des Roches, entreprend la construction de la grange et du portail, ainsi que le mur d'enceinte,. Vers la même époque, il fait élever des constructions comparables à Marmoutier.
La charpente de la grange, incendiée par les Anglais pendant la guerre de Cent Ans, est rebâtie au XVe siècle.
À la suite de la suppression des ordres religieux par l'Assemblée Nationale et de la liquidation de leurs biens, le domaine de Meslay est vendu le 20 avril 1791 à l'architecte François Derouet.

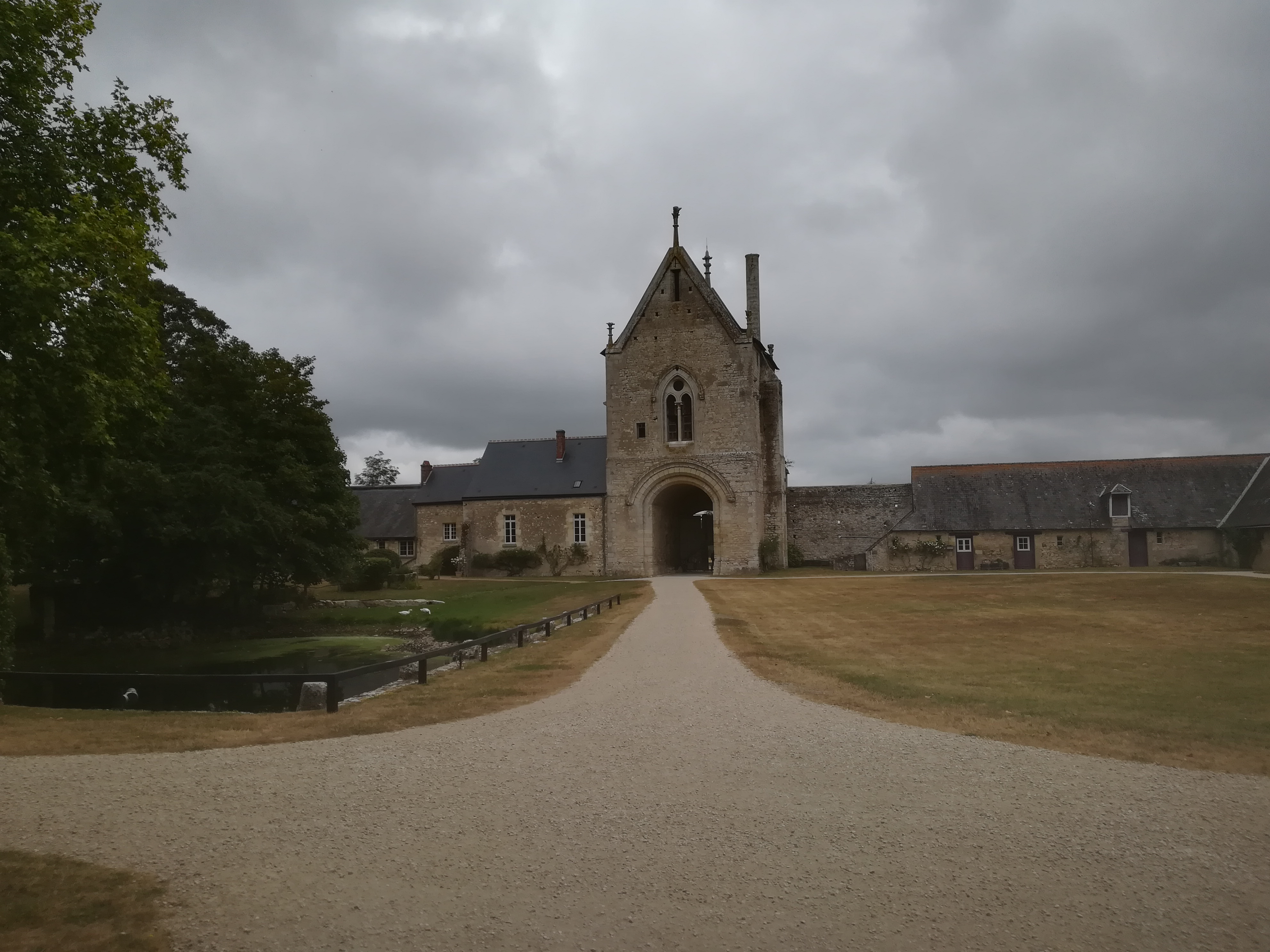
Portail d'entrée de la ferme et cour intérieure, vus depuis l'entrée de la grange

Par arrêté du 19 juillet 1939, la grange, la tour-porche ainsi qu'une partie de l'enceinte sont listées parmi les monuments historiques comme édifices classés. Avant leur départ en 1944, les troupes allemandes font exploser un dépôt de munitions installé à proximité immédiate de la ferme ; un incendie se déclare, causant d'importants dégâts aux bâtiments et occasionnant la destruction complète du logis seigneurial.

## Festival de musique
Au XXIe siècle, la Grange de Meslay accueille des événements privés, mais surtout, chaque année elle sert de salle de concert à l'occasion d'un festival de musique fondé en 1964 par le pianiste Sviatoslav Richter. Richter s'y est produit tous les ans et fit venir de nombreux artistes, comme Dietrich Fischer-Dieskau, Elizabeth Schwarzkopf, Pierre Boulez. C’est avec la Sonate pour piano no 2 en ré mineur de Prokofiev qu’il ouvrit le 23 juin 1964 le premier festival à la Grange de Meslay.

## Description

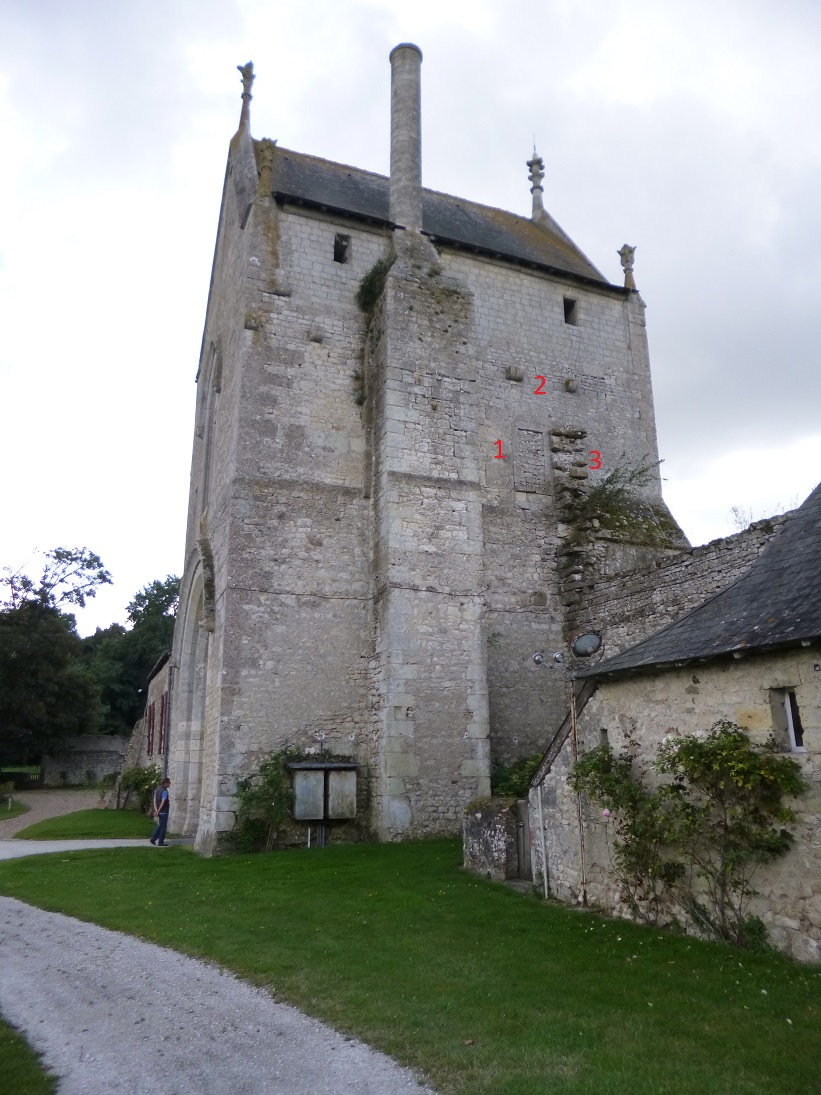
Façade nord du portail.
1 : porte (murée) entre la salle des gardes et l'ancien chemin de ronde détruit lors de l'abaissement du mur d'enceinte.
2 : support en pierre destiné à recevoir un plancher extérieur amovible.
3 : empreinte de la section détruite du mur.

La ferme de Meslay est un exemple assez rare de ferme monastique fortifiée dont plusieurs éléments subsistent encore.

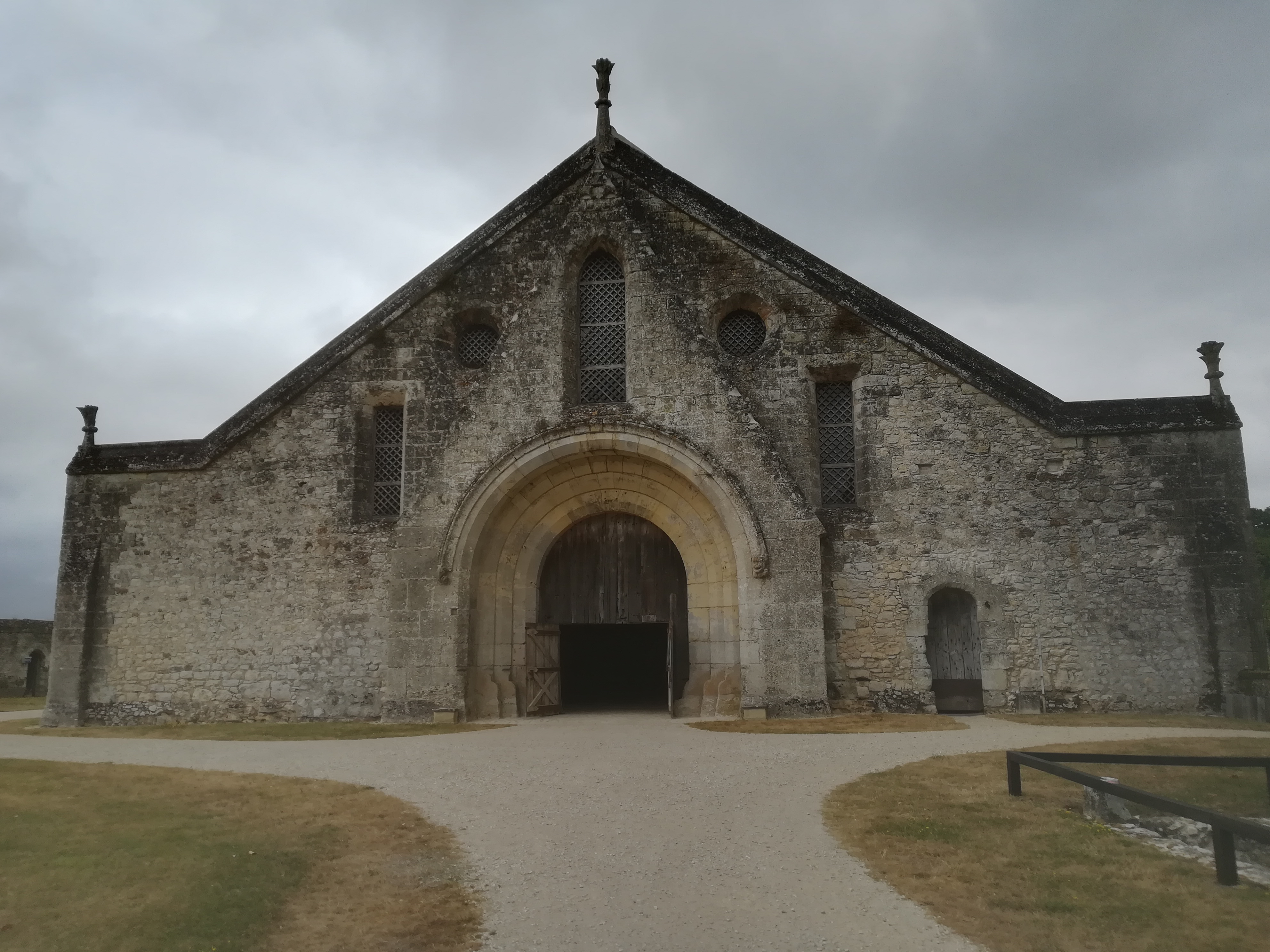
La grange de Meslay proprement dite, vue de face

Le portail monumental à base carrée, point d'entrée du domaine, est composé, au rez-de-chaussée d'un passage voûté menant dans la cour et d'un étage qui servait à l'origine de salle des gardes. Une cheminée cylindrique (forme atypique pour cette architecture), dont on peut voir le conduit sur la façade nord, permettait aux gardes de se réchauffer. Cet étage permettait également d'accéder au chemin de ronde, via une porte encore visible, mais qui a disparu au moment où le mur d'enceinte a été abaissé.

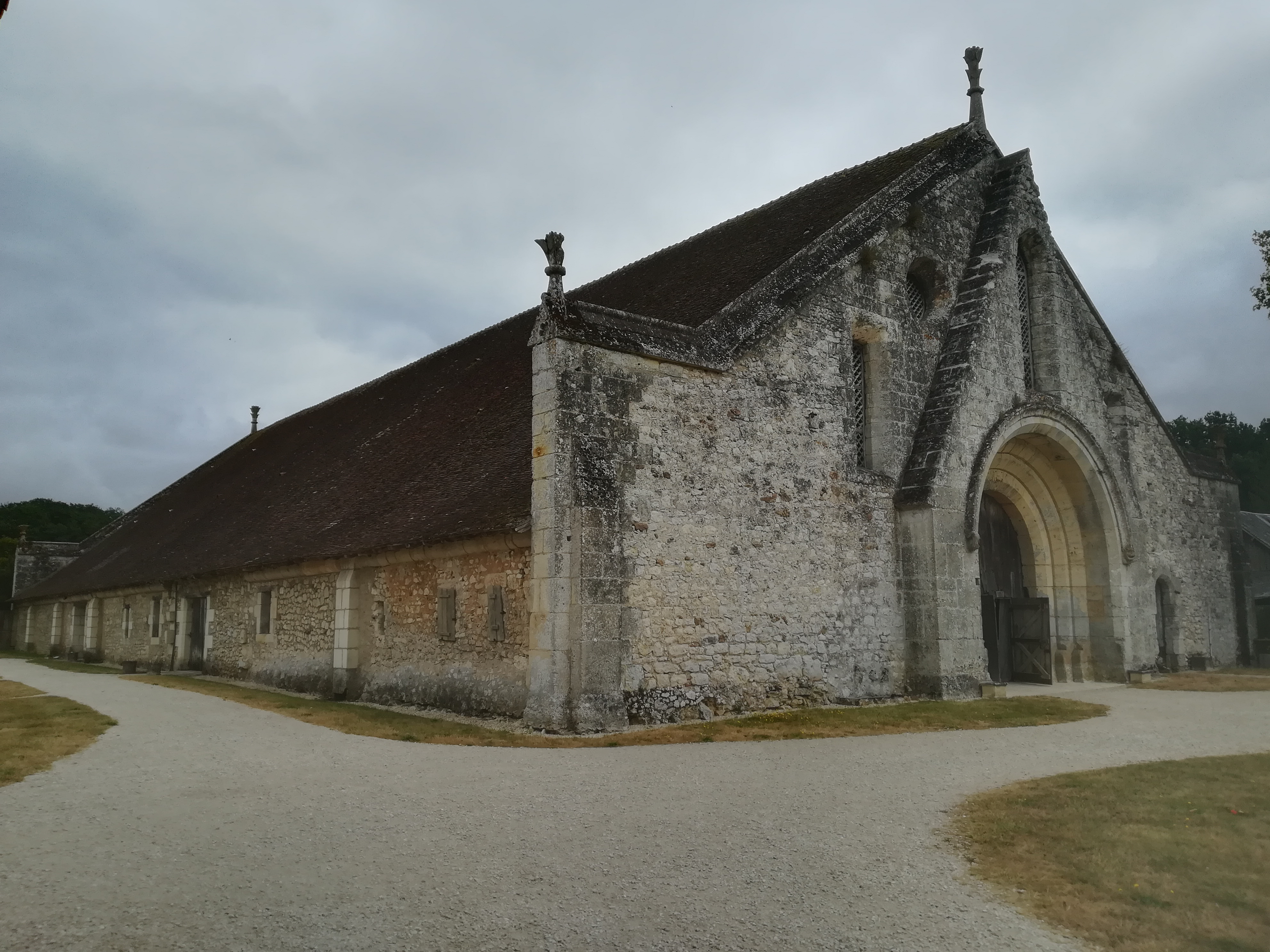
La grange de Meslay, longue de 60 mètres, large de 25 mètres, haute de 17 mètres en son milieu

La structure des étages et notamment le plancher, la charpente et la cheminée ont été malmenés pendant la Seconde Guerre mondiale.  Bien que la façade ouest ait été remaniée, on peut encore y admirer une baie géminée (fenêtre constituée de deux ouvertures symétriques, chacune surmontées d'un arc reposant au centre sur une colonnette) alignée au-dessus du porche, ainsi qu'une rosace aveugle (non ajourée). Le soin porté à l'architecture et à la décoration de ce bâtiment à vocation agricole souligne la puissance de l'abbaye de Marmoutier à cette époque.

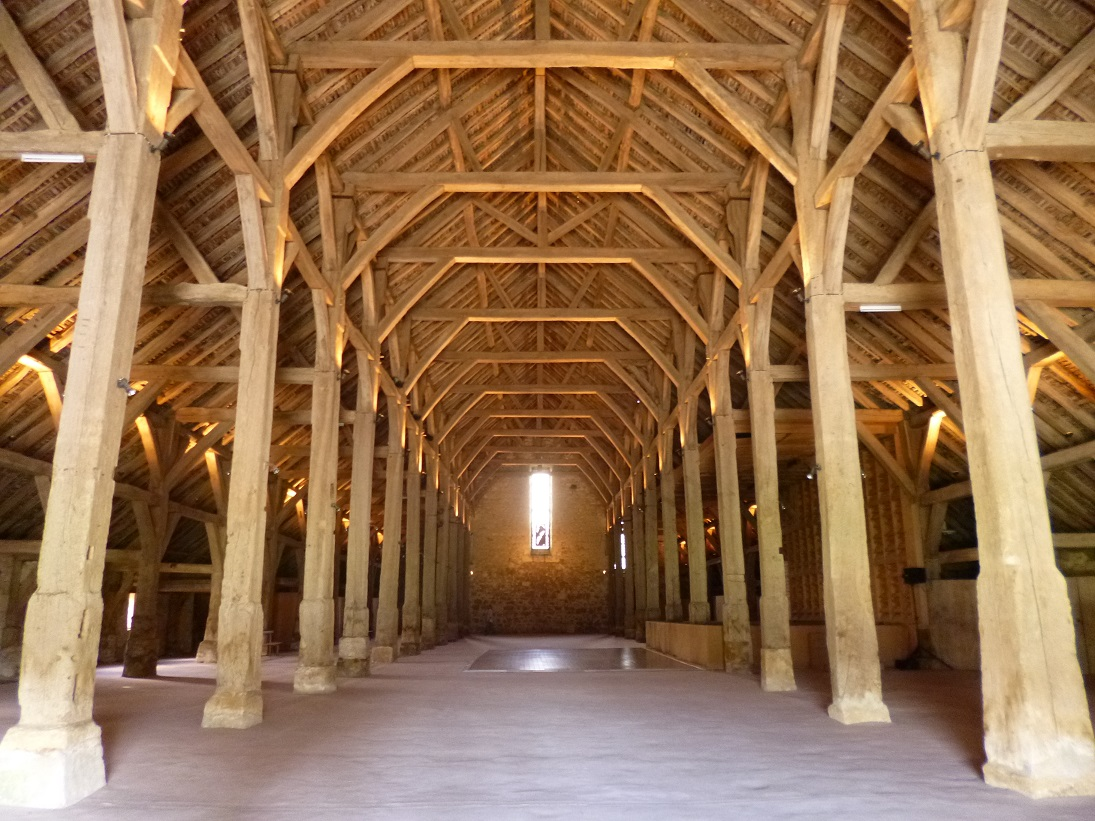
Charpente de la grange de Meslay - vue depuis la porte

La grange également bâtie au XIIIe siècle se trouve à l'est de l'enceinte. Elle est construite avec des murs de pierre. Sa charpente est constituée de cinq nefs de treize travées supportées par quatre rangées de poteaux en chêne posés sur des soubassements en pierre. Le pignon orienté au sud-ouest accueille la porte principale composée d'un arc en plein cintre surmonté d'un gâble. La grande porte en bois initialement conçue pour s'ouvrir sur l'intérieur a dû être aménagée pour pouvoir s'ouvrir sur l'extérieur, selon les normes de sécurité, car aujourd'hui la grange sert de salle de concert ou d'exposition. La dissymétrie de la façade (l'axe de la porte est décalé par rapport à celui du bâtiment dans laquelle elle s'ouvre) est compensée par la construction du mur pignon, à deux pentes légèrement inégales.

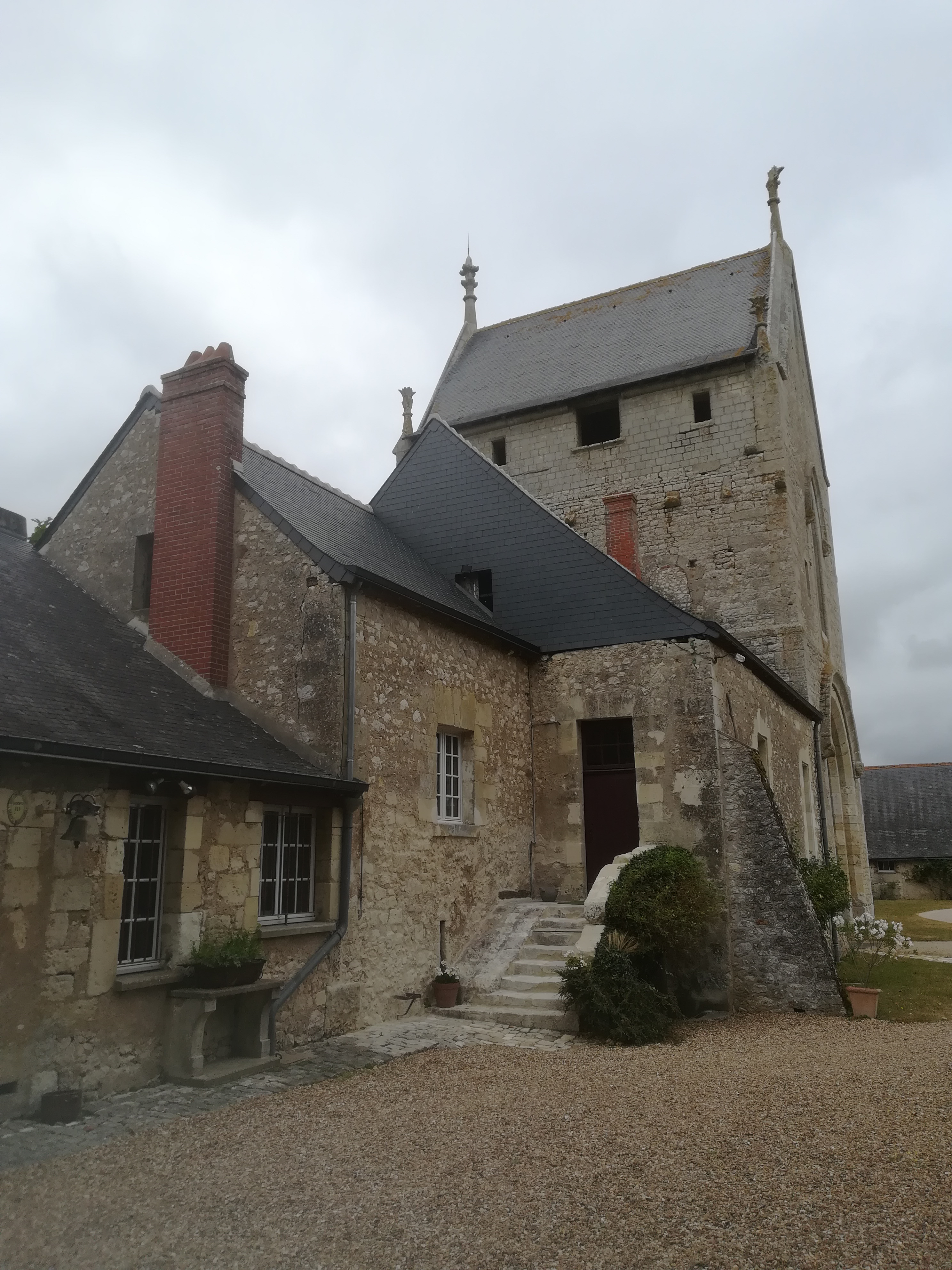
Façade sud du portail d'entrée. Du fait de la réfection plutôt récente de la partie haute de cette façade, l'altération des pierres est manifeste.

Le mur d'enceinte est encore visible sur les côtés nord, sud et ouest, le mur nord semble être le plus ancien . Le mur ouest a été abaissé, faisant disparaître le chemin de ronde. On peut néanmoins en estimer sa hauteur originale grâce aux empreintes laissées sur la façade nord du portail auquel il était relié.
Il est à noter que la ferme de Meslay accueillait à l'origine un prieuré dans son enceinte, lié à la fonction même de ses bâtisseurs et de ses occupants : des moines. Ce prieuré a aujourd'hui disparu.